# Michalina (Mieletiewa)
Michalina, imię świeckie Wiera Iwanowna Mieletiewa (ur. 1875 w Archangielsku, zm. po 1938) – rosyjska mniszka prawosławna, przełożona monasteru Trójcy Świętej w Korcu w latach 1916–1931. 

## Życiorys
Była córką kapłana prawosławnego. W rodzinnym Archangielsku ukończyła gimnazjum pedagogiczne. W 1894 wstąpiła jako posłusznica do monasteru Narodzenia Matki Bożej w Leśnej. Pracowała jako nauczycielka arytmetyki w szkole klasztornej, prowadziła rachunkowość i korespondencję monasteru, pracowała w szpitalu przy klasztorze i opiekowała się biblioteką. W 1898 przełożony monasteru św. Onufrego w Jabłecznej archimandryta Herman przyjął od niej śluby mnisze „w riasofor”. Od 1901 żyła w monasterze Narodzenia Matki Bożej w Krasnymstoku i tam w 1906 złożyła wieczyste śluby zakonne. W Krasnymstoku była nauczycielką w szkole monasterskiej i bibliotekarką, a następnie także dziekanką klasztoru. Przez pewien czas żyła w Grodnie, pełniąc obowiązki zakrystianki w rezydencji biskupa grodzieńskiego i brzeskiego Nikanora. W 1915 nagrodzona złotym krzyżem. 
W 1916 Świątobliwy Synod Rządzący wyznaczył ją na przełożoną monasteru w Korcu. Mniszka znajdowała się wówczas na bieżeństwie w Moskwie i tam została podniesiona do godności ihumeni przez arcybiskupa wołyńskiego i żytomierskiego Eulogiusza. Po przyjeździe do Korca objęła obowiązki przełożonej monasteru w ramach Polskiego Autokefalicznego Kościoła Prawosławnego i pełniła je do 1931, gdy dobrowolnie odeszła z funkcji. Za swoją pracę duszpasterską została w 1927 nagrodzona złotym krzyżem z ozdobami. W 1931 na własną prośbę przeniosła się do monasteru w Grodnie. W 1938 jest wymieniona w wykazie członkiń tejże wspólnoty jako mniszka emerytowana, niepełniąca już żadnych stałych obowiązków.